# Guto Requena
Pour les articles homonymes, voir Requena.

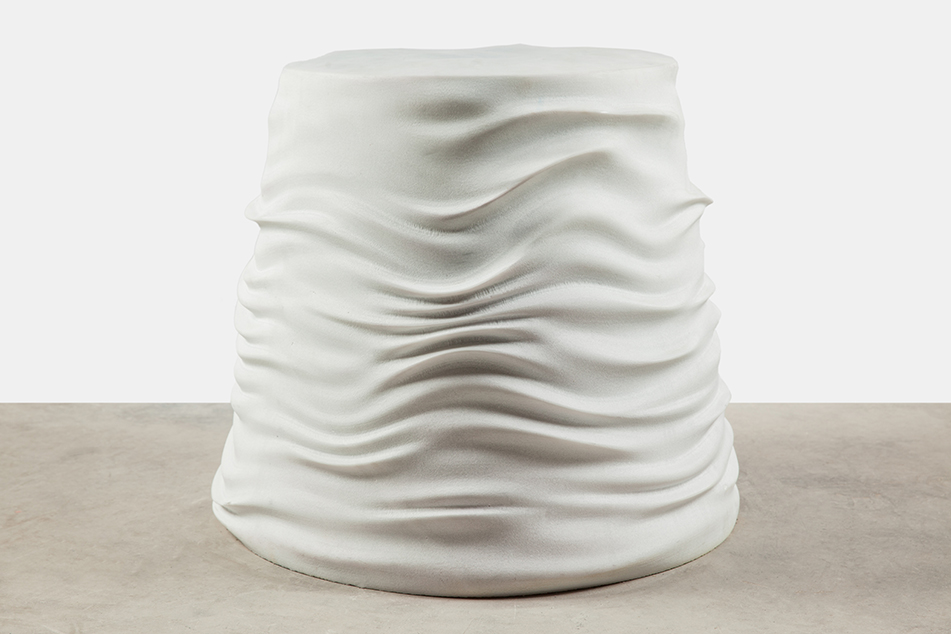
Samba, un mobilier créé par Guto Requena par design génératif.

Guto Requena, né le 27 novembre 1979 à Sorocaba au Brésil, est un architecte et designer brésilien.

## Biographie
Guto Requena est diplômé architecte et urbaniste de l’École d’ingénieurs de São Carlos de l’Université de São Paulo en 1999.
Il appartient à une nouvelle génération d’architectes et designers qui font attention à la discussion sur l’interactivité dans l’architecture et le design, cherchant dans son travail une réflexion sur les nouvelles technologies numériques, la cyberculture, les réalités hybrides, les nouveaux modes de vie, la mémoire affective et la culture brésilienne.
Son intérêt dans le domaine l’a conduit à développer pendant plusieurs années des travaux comme intégrant du groupe de recherche Centre d’Études d’Habitation Interactive de l’Université de São Paulo. D’autre part, cette activité l’a amené à sa maîtrise, accompagnée du mémoire L’Habitat Hybride: Interactivité et Expérience dans l’Âge de La Cyberculture, à l’Université de São Paulo (2007).
Ses réussites académiques et performance comme professeur dans des écoles de design bien réputés l’ont distingué comme référence aux sujets de l’architecture et design contemporains dans La presse spécialisée. Il est le créateur, scénariste et animateur d’une émission de télévision sur le design à la chaîne brésilienne appelée Nos Trinques, diffusée depuis mars 2011.
Parmi d’autres activités, Guto Requena est actuellement l’éditeur du site chilien Archdaily spécialisé en architecture et design, et référence mondiale dans ces sujets. Il appartient aussi au collective « Whydesign » aves architectes Maurício Arruda et Tatiana Sakurai.
Le Estudio Guto Requena est actif dans tous les domaines où le design est pertinent, dans ses plusieurs échelles : l’objet, les intérieurs, l’architecture et les villes.
Parmi ses œuvres les plus notoires on peut citer la boîte de nuit Hot Hot(2009), laquelle a obtenu le prix « Le Meilleur de l’Architecture – 2010 », catégorie « Bars & Boîtes de Nuit », le siège brésilien de Google (2012), l’immeuble d’appartements “Edifício Brasil” (2011-2014), développé en collaboration avec Marcelo Rosenbaum, la collection “Play” pour Bertolucci (2011), l’espace interactif pour la « Agência D3 » (2011) et son propre appartement d’utilisation hybride, le “Bohemian Cyborg” (2007).